# Danny Agbelese
Danny Agbelese (nacido el 14 de marzo de 1990 en Washington, Estados Unidos) es un jugador de baloncesto estadounidense con nacionalidad nigeriana. Con 2,06 metros de altura, juega en la posición de pívot. 

## Trayectoria deportiva
Formado en el JUCO de Collin College durante dos años y en la Universidad de Hampton (1ª división NCAA) en los dos últimos años de edad universitaria, Agbelese se atrevió a iniciar su aventura profesional en Irán para luego seguir creciendo la temporada siguiente en las filas de los clubes uruguayos Unión Atlética y el Paysandú Wanderers.
En 2014, llega a Europa con 24 años de edad, Agbelese vive su primera experiencia en España para firmar con el CEBA Guadalajara de LEB Plata, donde se convierte en el mejor reboteador y taponeador de la categoría, promediando 10 puntos, 8.9 rebotes y 2.4 tapones en fase regular. 
En la temporada 2014-15 promediando con el Club Ourense Baloncesto 9.1 puntos, 6.2 rebotes y 1 tapón con los gallegos.
En diciembre de 2015, el pívot nigeriano ficha por el San Sebastián Gipuzkoa Basket Club,.
Comienza la temporada 2016-17 en la liga italiana, en las filas del New Basket Brindisi donde firma 5 puntos y 4.2 rebotes por partido. 
En marzo de 2017,  llega a la ProA francesa para jugar en las filas del ÉB Pau-Orthez para ocupar la baja de Antywane Robinson.
En verano del 2017 vuelve al San Sebastián Gipuzkoa Basket Club, en el que disputó 33 partidos, con medias de 7.3 puntos y 3.5 rebotes por encuentro.
En las siguientes tres temporadas jugaría en la liga A1 griega con Holargos B.C. (2018-19), Promitheas Patras B.C. (2019-20) y Promitheas Patras B.C. (2020-21). En la temporada 2020-21 disputó 34 partidos con promedios de 7.9 puntos y 4.6 rebotes. 
El 16 de agosto de 2021, firma con el Real Betis Baloncesto de la Liga Endesa. El 6 de marzo de 2022 se mudó al Peristeri BC de la Liga de baloncesto griega por el resto de la temporada. En un total de 11 partidos promedió 4,5 puntos, 3,6 rebotes, 0,8 asistencias y 0,8 tapones, jugando unos 15 minutos por encuentro.
El 28 de enero de 2023, firma por el CB Estudiantes de la LEB Oro, hasta el término de temporada.
El 30 de marzo de 2023, termina su vinculación con el CB Estudiantes. Partió entonces hacia Venezuela, donde jugó la Superliga Profesional de Baloncesto 2023 para los Marinos de Anzoátegui y los Piratas de La Guaira.
El 2024 lo dividió entre el SCM CSU Craiova y el BC CSU Sibiu, ambos de la Liga Națională de Rumania.